# Passion in the Desert
Passion in the Desert es una película estadounidense de 1997 dirigida por Lavinia Currier. Basada en el libro de 1830, A Passion in the Desert, de Honore de Balzac. Distribuida por Fine Line Features y Roland Films. Protagonizada por Ben Daniels, Michel Piccoli, Paul Meston y Kenneth Gollard. La película se estrenó el 31 de agosto de 1997 en el Festival de Cine de Telluride, pero se estrenó el 12 de junio de 1998 en Estados Unidos.

## Sinopsis
Durante la guerra de Napoleón en Egipto del 1798. Un soldado francés llamado Augustin Robert (Ben Daniels) que huye de los Mamelucos, y se pierde en el desierto y se hace amigo de un leopardo y le pone el nombre de Simoom, y juntos descubren la naturaleza de ellos dos.

## Argumento
En 1798, Napoleón I lanzó una invasión de Egipto. Napoleón ha encargado a un artista frágil y anciano, Jean-Michel Venture de Paradis (Michel Piccoli), que dibuje el paisaje y los monumentos de Egipto. El soldado francés Augustin Robert (Ben Daniels) ha sido asignado para evitar que Venture sea acosado por los otros soldados, pero la carga implacable de esta tarea pronto pasa factura a Augustin. Los mamelucos atacan el pequeño campamento del regimiento. Posteriormente, Augustin y Venture ahora están separados de su regimiento. Caminando por el árido paisaje, bajo el resplandor del sol del desierto, comienzan a sufrir una sed insaciable, y Augustin se enfurece cuando el artista utiliza lo último de su agua para mezclar sus pinturas.
Augustin abandona a Venture, quien no puede seguir el ritmo, pero promete regresar con ayuda. Venture, incapaz de creer que Augustin regresará, se suicida. Augustin deambula solo sin rumbo fijo. Su sed lo obliga a robar agua a los beduinos nativos, asustando a una joven que lo asusta en su tienda. Varios hombres beduinos lo persiguen en respuesta, y él huye a algunas cuevas cercanas donde queda atrapado hasta que un leopardo, que aparece de la nada, mata a un beduino que está a punto de matarlo.
Augustin se asusta al principio, luego se sorprende cuando el leopardo le da comida y lo lleva al agua. Augustin y el leopardo, a quien llama "Simoom", desarrollan una relación extraña y misteriosa, y él comienza a reflejar su comportamiento, viviendo en las ruinas de una ciudad perdida cerca de las cuevas. Desnudándose, se pinta el cuerpo con tierra y arena, buscando parecerse a su pelaje marrón dorado y sus marcas en forma de roseta. Durante un tiempo, desconfían y compiten entre sí, pero aun así se ha formado un vínculo. Augustin se siente celoso cuando Simoom va a aparearse con otro leopardo, pero ella luego regresa con él.
Entonces se pone a prueba el vínculo entre Augustin y Simoom. Él la salva de un grupo de soldados franceses perdidos, que han deambulado y pretenden matarla para comer. Augustin, sin embargo, finalmente decide regresar a su regimiento en lugar de ser tildado de desertor o traidor. Vuelve a vestirse con lo que queda de su uniforme y bicornio y ata a Simoon a un poste, pero ella escapa. Simoom, enfurecido por su intento de marcharse, carga y se abalanza sobre él. Se ve obligado a matar al leopardo en defensa propia.
Herido por Simoom y sufriendo un intenso calor y sed, Augustin colapsa antes de poder encontrar el camino de regreso a la civilización. Al borde de la muerte, es rescatado por un árabe que pasaba en un camello y devuelto a su regimiento.

## Reparto
- Ben Daniels - Augustin Robert
- Michel Piccoli - Jean-Michel Venture de Paradis
- Paul Meston - Grognard
- Kenneth Gollard - Oficial

## Producción
El rodaje tuvo lugar en Jordania y las ruinas de Petra. La película se filmó del 1 de abril al 28 de junio de 1995. La directora Lavinia Currier invirtió 5 millones de dólares de su propio dinero además de escribir y producir la película. Currier utilizó animales que fueron elegidos al nacer para ser criados con suficiente interacción humana, lo que facilitó mucho el proceso de filmar escenas con el leopardo. A pesar de esto, hubo algunos encuentros cercanos durante el rodaje de la película con el actor Ben Daniels. Según los informes, Daniels casi fue mordido por el leopardo. Antes de filmar, Daniels pasó tiempo con una familia beduina en Wadi Rum para desarrollar una idea del medio ambiente, algo que lo ayudaría en su actuación.

## Banda Sonora
La siguiente banda sonora de la película Pasión en el desierto se estrenó junto con la película el 16 de junio de 1998. Los compositores Jose Nieto y Hamza El Din compilaron hasta 17 pistas en total. . En diciembre de 2005 se lanzó una versión DVD de la película.
| Canción                                                                                  | Compositor       |
| ---------------------------------------------------------------------------------------- | ---------------- |
| The Lost City (La ciudad perdida)                                                        | por Jose Nieto   |
| Simoon                                                                                   | por Jose Nieto   |
| Chase Near The Lost City (Persecusión cerca de la ciudad perdida)                        | por Jose Nieto   |
| A Dream (Un sueño)                                                                       | por Jose Nieto   |
| Helalisa                                                                                 | por Hamza El Din |
| The Shepherd Boy (El niño pastor)                                                        | por Jose Nieto   |
| The Attack Of The Mamelucs (El ataque de los mamelucos)                                  | por Jose Nieto   |
| A Night In The Lost City (Una noche en la ciudad perdida)                                | por Jose Nieto   |
| Avoiding The Beast (Evitando a la bestia)                                                | por Jose Nieto   |
| Ollin Arageed                                                                            | por Hamza El Din |
| The Painter (El pintor)                                                                  | por Jose Nieto   |
| A Friend (Un amigo)                                                                      | por Jose Nieto   |
| Alone (The Painter's Death) (Solo (La muerte del pintor))                                | por Jose Nieto   |
| The Desert (El desierto)                                                                 | por Jose Nieto   |
| Walking In Circles (Lost In The Desert) (Caminando en circulos (Perdido en el desierto)) | por Jose Nieto   |
| The Leopard (Infidelity) (El leopardo (Infidelidad))                                     | por Jose Nieto   |
| The End Of A Passion (El final de una pasión)                                            | por Jose Nieto   |

- Datos: Q12126891